# Budžak
Il Budžak (in cirillico: Буджак?) è una regione storica dell'Ucraina, che costituiva la parte meridionale dell'antica Bessarabia. Il nome italiano è talvolta Bugiac; in rumeno è Bugeac, in turco e tataro è Bucak. La regione è chiamata anche Bessarabia vecchia, Bessarabia storica o Bessarabia del Sud. 
L'etimologia del nome della regione risale alla parola turca bucak ("angolo"). È un territorio caratterizzato da steppa e paludi, che si estende tra le antiche fortezze turche di Izmail, Bendery e Akkerman (ora Belgorod Dnestrovskij).

## Descrizione
Si tratta della zona compresa tra le foci del Danubio, il liman del Dnestr e la costa del Mar Nero, prevalentemente composta da distese steppiche e bordata lungo la costa da vari liman, ossia amplissimi estuari separati dal mare aperto da lidi sabbiosi.
Il Budžak è caratterizzato da terreno pianeggiante e paesaggio steppico, clima arido. Nonostante la presenza in quest'area di un complesso di grandi corpi d'acqua dolce, essa è generalmente caratterizzata da una carenza di risorse idriche.
L'area del Budžak oggi fa parte dell'odierno oblast' di Odessa, provincia sud occidentale dell'Ucraina, affacciata sul Mar Nero.
La regione è delimitata a nord e a ovest dalla Moldavia, a sud dalla Romania, a est dal Mar Nero e a nord est dal resto dell'Ucraina; da quest'ultima, il Budžak è separato dal liman del Dnestr ed è collegato da un unico ponte stradale, su cui passa l'autostrada N33 (ex P70). Questo ponte è stato distrutto nel corso dell'invasione russa dell'Ucraina del 2022, isolando completamente la regione dal punto di vista delle comunicazioni stradali.

## Storia
Gli antichi Romani conquistarono l'area nel primo secolo dopo Cristo. Ricostruirono ed allargarono le principali città della regione: Tyras ed Aliobrix. Dopo il 395 la regione divenne bizantina. Dal primo secolo fino all'invasione degli Avari nel 558 i Romani stabilirono un gruppo di città, campi militari e qualche colonia per i veterani mandati dagli imperatori. Dal XII al XIV secolo fece parte della Rus' di Kiev. Nel XV secolo viene annessa al principato di Moldavia, sotto il regno di Ştefan III cel Mare (Stefano il Grande, 1457-1504).
Nel 1484 la parte meridionale venne conquistata dall'Impero ottomano, di cui costituì due distretti (sanjak), prendendo per la prima volta il nome di Bessarabia. La parte settentrionale invece restò alla Moldavia, che a sua volta divenne vassalla dell'Impero ottomano nel 1538. Con il trattato di Bucarest del 28 maggio 1812 la parte orientale del principato di Moldavia e la Bessarabia storica vennero cedute all'Impero russo. La regione appartenne alla Romania tra le due guerre mondiali, ed attualmente appartiene all'Ucraina. La maggioranza della popolazione moldava/romena fu costretta ad emigrare dopo il 1945, sostituita da ucraini e russi trapiantati soprattutto sulla costa e nelle città di Izmaïl (Ismaele) e Belgorod Dnestrovskij (Città bianca sul Nistro), le principali della regione.